# Paznokieć

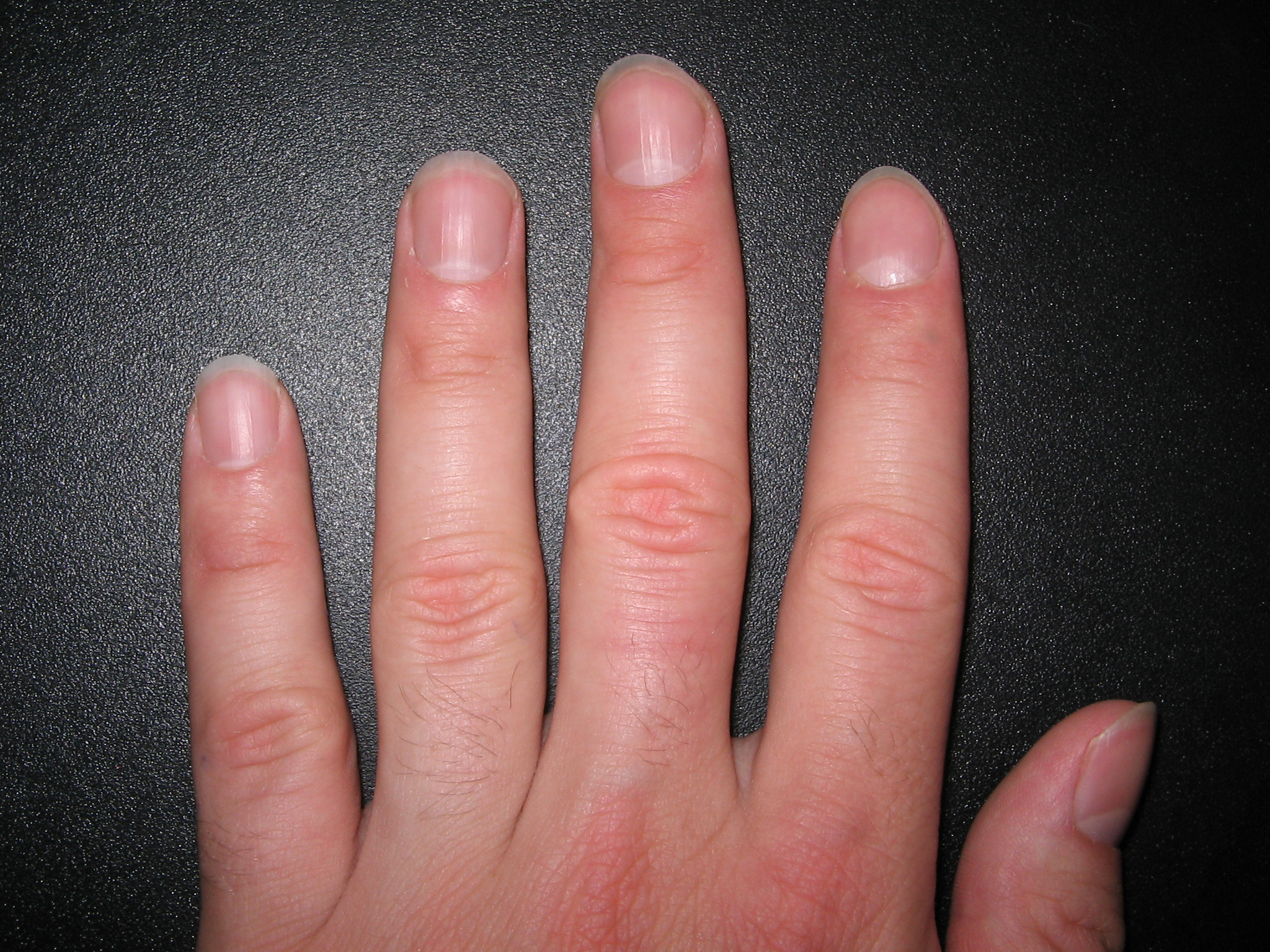

Paznokieć (łac. unguis) – rogowa osłona ostatniego członu palca naczelnych. Paznokieć pełni funkcje ochronne (przed szkodliwym działaniem czynników mechanicznych) oraz obronne.
Paznokieć jest jednym z wytworów naskórka, a jego głównym budulcem są keratyny.

## Budowa
Płytka paznokciowa zbudowana jest z blaszki grzbietowej i blaszki podeszwowej. Blaszka grzbietowa składa się z korzenia paznokcia, który jest zagłębiony w skórze, i właściwego paznokcia, wyrastającego na zewnątrz. Nasadę paznokcia, z niekiedy widocznym obłączkiem, otacza od zewnątrz wał paznokciowy wraz z obrąbkiem naskórkowym. Paznokcie powstają w macierzy i, rosnąc, przylegają do łożyska.
Paznokcie u rąk rosną około 0,15 mm na dobę, natomiast u nóg niemal dwa razy wolniej.

## Odpowiedniki
Paznokcie są tworami homologicznymi do pazurów, które występują między innymi u drapieżnych kręgowców lądowych, oraz kopyt, występujących u kopytnych. Pazur różni się od paznokcia przede wszystkim brakiem blaszki podeszwowej i słabszym rozwojem blaszki grzbietowej.